# Benji (album)
Benji là album phòng thu thứ sáu của dự án nhạc indie folk Mỹ Sun Kil Moon, phát hành ngày 11 tháng 2 năm 2014 qua Caldo Verde Records. Được tự sản xuất bởi nghệ sĩ Mark Kozelek, tên album xuất phát từ bộ phim năm 1974 Benji, và được thu âm từ tháng 3 đến tháng 8 năm 2013 tại Hyde Street Studios ở San Francisco.
Album có sự đóng góp của Owen Ashworth, Jen Wood, Will Oldham, và Steve Shelley của Sonic Youth.
Album xuất hiện trong danh sách The 100 Best Albums of the Decade So Far (Top 100 Album hay nhất thạp kỷ tới nay), danh sách này được Pitchfork Media công bố vào tháng 8 năm 2014.

## Bối cảnh
Theo sau album thứ năm của Sun Kil Moon, Among the Leaves (2012), nghệ sĩ phòng thu Mark Kozelek thu âm và phát hành ba album khác; một album cover, tên Like Rats, và hai album cộng tác, Perils from the Sea với Jimmy LaValle và Mark Kozelek & Desertshore với Desertshore.

## Sáng tác và cấu tạo
Phần nhiều nội dung lời bài hát tập trung vào cuộc sống, Mark Kozelek ghi chú, "nhiều thứ nặng nề hơn khi bạn già đi. Ở tuổi 47, tôi không thể sáng tác dưới góc nhìn của một người 25 được nữa. Cuộc đời và môi trường quanh tôi thay đổi quá nhiều." Bài hát đầu tiên được viết cho album là "Truck Driver", Kozelek ban đầu làm Truck Driver cho Desertshore có lẽ để cho vào album hợp tác Mark Kozelek & Desertshore (2013).
Bài hát cuối cùng của Benji, "Ben's My Friend", cũng là bài hát cuối cùng được viết cho album và nói về tình bạn giữa Kozelek với Benjamin Gibbard, hát chính và guitar của Death Cab for Cutie và The Postal Service. Gibbard trước đó từng là giọng hát khách mời cho bài "Lost Verses" trong album April (2008). Kozelek phát biểu, "Tôi chỉ nghĩ rằng album cần một bài hát khác, thế là tôi nguệch ngoạc vài dòng, trút vào đó một chút về buổi trình diễn của The Postal Service hay thứ gì đó trong tâm trí tôi lúc đó. Tôi đưa nó cho [tay trống] Steve Shelley thành hai bản, một bản chậm và một bản nhanh. Anh ấy thích bản nhanh hơn và chúng tôi chọn bản đấy."

### Tiêu đề
Tiêu đề album xuất phát từ bộ phim năm 1974 của Joe Camp là Benji, Kozelek có ám chỉ đến điều đó trong lời bài "Micheline". Kozelek phát biểu: "Tôi có tia sáng này, ký ước đẹp khi xem phim Benji, tại một rạp chiếu ở Los Angeles khi tôi còn là một đứa trẻ đi thăm ông bà. Album này chứa chất quá nhiều điều đen tối, tôi muốn cho nó một tựa đề tươi sáng, giúp tạo sự tương phản. Benji là một bộ phim hay, một trong những bộ phim yêu thích của tôi."

## Phát hành
Vào ngày 10 tháng 1 năm 2014, Ian Cohen của Pitchfork Media chọn "Ben's My Friend" làm "Best New Track" trên trang web của tạp chí, viết rằng, "'Ben's My Friend' [là] một trong những bài hát vui vẻ nhất, ấm áp nhất, và nhiều bộc lộ nhất từng được viết về tình bạn, đặc biệt là các rắc rối nảy sinh khi một người nổi tiếng hơn." Cohen cũng cho xem cả album Benji là album hay nhất của dự án tới nay.

## Phê bình đón nhận
| Đánh giá chuyên môn  | Đánh giá chuyên môn |
| Điểm trung bình      | Điểm trung bình     |
| Nguồn                | Đánh giá            |
| -------------------- | ------------------- |
| Metacritic           | 85/100              |
| Nguồn đánh giá       |                     |
| Nguồn                | Đánh giá            |
| AllMusic             | [ 7 ]               |
| Consequence of Sound | B+                  |
| The Independent      | [ 9 ]               |
| NME                  | 8/10                |
| No Ripcord           | 9/10                |
| The Observer         | [ 12 ]              |
| Pitchfork Media      | 9.2/10              |
| PopMatters           | 8/10                |
| Rolling Stone        | [ 15 ]              |
| Spin                 | 8/10                |

Benji nhận được sự ca ngợi của các nhà phê bình âm nhạc. Trên Metacritic, với thang điểm 100, album nhận được điểm trung bình 85 dựa trên 29 bài phê bình.
Andy Gill của The Independent cho album năm trên năm sao, cho rằng album này là "một album cảm động thú vị, thông minh và sâu sắc" NME cho album tám trên mười điểm, với nhà phê bình Kevin EG Perry cho rằng "'Benji' kì diệu như một con chó già đột nhiên có thể biểu diễn trò chơi bài...nếu bạn nhìn vào sự thật bạn có thể đến đúng nơi. Ian Cohen, phê bình Benji cho Pitchfork Media, cho album 9.2 trên 10.0 điểm và cho nó "Best New Music", mô tả album là "sự ngạc nhiên" trước khi viết rằng "nó thực sự là album ít buồn thảm nhất và nhiều sự khẳng định về cuộc sống nhất của Kozelek: khi phải giáp mặt với một album có quá nhiều sự đẹp đẽ, sự thật, sự xấu xí, sự hài hước, và sự duyên dáng cố hữu trong sự tồn tại đơn giản của thế giới này, câu trả lời duy nhất là ra ngoài và sống."

### Danh hiệu
Fact chọn Benji làm album hay nhất 2014, Stereogum xếp nó là album hay thứ ba. Nó cũng xuất hiện trong danh sách của Pitchfork (số 7), Rough Trade (bố 10), Drowned in Sound (số 14), Tiny Mix Tapes (số 14), NME (số 34).

## Danh sách bài hát
Tất cả các ca khúc được viết bởi Mark Kozelek, trừ "Jim Wise" soạn bởi Owen Ashworth, lời bởi Mark Kozelek.
| STT | Nhan đề                                        | Thời lượng |
| --- | ---------------------------------------------- | ---------- |
| 1.  | "Carissa"                                      | 6:56       |
| 2.  | "I Can't Live Without My Mother's Love"        | 3:59       |
| 3.  | "Truck Driver"                                 | 3:56       |
| 4.  | "Dogs"                                         | 5:37       |
| 5.  | "Pray for Newtown"                             | 4:08       |
| 6.  | "Jim Wise"                                     | 3:34       |
| 7.  | "I Love My Dad"                                | 6:16       |
| 8.  | "I Watched the Film The Song Remains the Same" | 10:31      |
| 9.  | "Richard Ramirez Died Today of Natural Causes" | 5:35       |
| 10. | "Micheline"                                    | 6:07       |
| 11. | "Ben's My Friend"                              | 5:17       |

| Limited edition bonus disc | Limited edition bonus disc                                        | Limited edition bonus disc |
| STT                        | Nhan đề                                                           | Thời lượng                 |
| -------------------------- | ----------------------------------------------------------------- | -------------------------- |
| 12.                        | "Micheline" (Live in Aveiro)                                      | 7:18                       |
| 13.                        | "Richard Ramirez Died Today of Natural Causes" (Live in Goteborg) | 4:55                       |
| 14.                        | "I Love My Dad" (Live in Copenhagen)                              | 6:05                       |
| 15.                        | "I Can't Live Without My Mother's Love" (Live in London)          | 4:19                       |
| 16.                        | "Truck Driver" (Live in Leamington Spa)                           | 4:10                       |

## Thành phần tham gia

### Nghệ sĩ
- Mark Kozelek - Hát, guitar, guitar Bồ Đào Nha, guitar bass, xylophone
- Steve Shelley - trống, bộ gõ
- Owen Ashworth - piano rhodes
- Will Oldham - hát phụ (1, 2 và 3)
- Jen Wood - hát phụ (6 và 10)
- Keta Bill - hát phụ (5, 7 và 8)
- Chris Connolly - piano (10), additional rhodes piano (8)
- Forrest Day - kèn cor (11)
- Nathan Winter - trống phụ (7)
- Tin "Tiny" Lindsey - bass (11)

### Thành phần thu âm
- Mark Kozelek - sản xuất
- Nathan Winter - kĩ thuật

### Bìa đĩa
- Mark Kozelek - nhiếp ảnh
- Brian Azer - đồ họa

## Bảng xếp hạng
| BXH (2014)                      | Vị trí cao nhất |
| ------------------------------- | --------------- |
| US Billboard 200                | 75              |
| US Billboard Alternative Albums | 11              |
| US Billboard Folk Albums        | 5               |
| US Billboard Independent Albums | 12              |
| US Billboard Tastemaker Albums  | 4               |
| US Billboard Top Rock Albums    | 16              |